# دائرة شارلوروا
دائرة شارلوروا  هي دائرة إدارية في بلجيكا، تتبع هينو.

## التقسيمات الإدارية
- Aiseau-Presles [الإنجليزية]‏
- Chapelle-lez-Herlaimont [الإنجليزية]‏
- شارلوروا
- شاتليه [الإنجليزية]‏
- كورسيل، بلجيكا
- Farciennes [الإنجليزية]‏
- Fleurus [الإنجليزية]‏
- Fontaine-l'Évêque [الإنجليزية]‏
- Gerpinnes [الإنجليزية]‏
- Les Bons Villers [الإنجليزية]‏
- Manage, Belgium [الإنجليزية]‏
- Montigny-le-Tilleul [الإنجليزية]‏
- Pont-à-Celles [الإنجليزية]‏
- Seneffe [الإنجليزية]‏.